# René Louiche Desfontaines
René Louiche Desfontaines (Tremblay, 14 febbraio 1750 – Parigi, 16 novembre 1831) è stato un botanico francese.
Completati gli studi di medicina, René Desfontaines studiò storia naturale sotto la direzione di Bernard de Jussieu (1699–1777).

Pubblicò diversi lavori di botanica che gli valsero, il 2 marzo 1783, l'ammissione all'Académie française, di cui successivamente diventerà presidente (1804-1805). Fu al tempo stesso membro dell'Académie nationale de médecine.
Grazie al sostegno di Louis Guillaume Le Monnier (1717–1799), poté iniziare una spedizione scientifica in Nordafrica, dove rimase per due anni; ne ritornò con un considerevole erbario e numerosi oggetti legati alla storia naturale. Fece il rapporto del suo viaggio nella sua opera Flora Atlantica, pubblicata in due volumi a Parigi tra il 1797 e il 1798.
Desfontaines successe a Le Monnier sulla cattedra di botanica del Jardin du roi dove favorì gli studi di fisiologia vegetale.
Pubblicò numerose opere botaniche tra le quali Cours élémentaire (1796), Tableau de l'école botanique du Muséum d'histoire naturelle (1804) e Histoire des arbres et des arbustes (1809). Le sue lezioni erano molto frequentate e radunavano tra le 500 e 600 persone, e numerose personalità, tra le quali Jean-Jacques Rousseau (1712–1778).
Passò il difficile periodo della Rivoluzione senza particolari problemi e non esitò ad intervenire per salvare dei botanici, come Louis Ramond de Carbonnières (1755–1827) o Charles Louis L'Héritier de Brutelle (1746–1800). Divenuto cieco al termine della sua vita, si faceva condurre nelle serre del Muséum tentando di riconoscere le piante al tatto.

## Opere

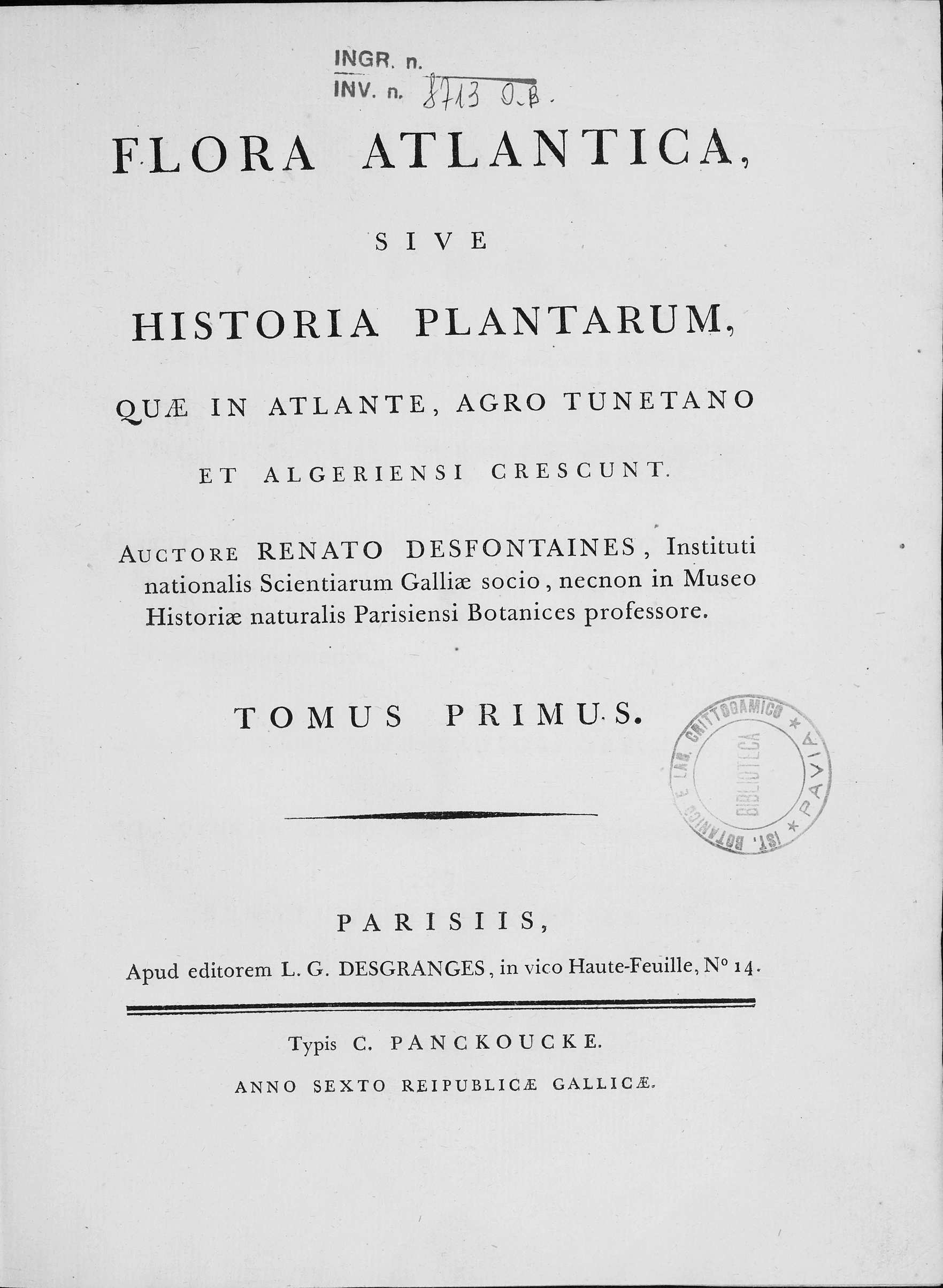
Flora atlantica, 1797 - 1798

- (LA) Flora atlantica, vol. 1, Paris, Leopold Gregoire Desgranges, 1797 - 1798.
- (LA) Flora atlantica, vol. 2, Paris, Leopold Gregoire Desgranges, 1797 - 1798.
- (FR) Tableau de l'École de botanique du Muséum d'histoire naturelle, Paris, J. A. Brosson, 1804.